# Fighter Squadron 51
Escadron de chasse 51
Le Fighter Squadron 51 ou VF-51, connu sous le nom de "Screaming Eagles", était un escadron aéroporté de l'US Navy qui a été créé en 1943 et dissout le 16 février 1995.

## Historique
Le VF-51 est le plus ancien escadron de chasse en service continu de la flotte du Pacifique. Les origines du VF-51 remontent à 1927 lorsque l'insigne Screaming Eagles a été apposé sur un Curtiss F6C-4 du VF-3S Striking Eagles. Redésigné VF-1 le 1er février 1943, l'escadron devient VF-5 le 15 juillet 1943, passe en VF-5A le 15 novembre 1946 et devient finalement VF-51 le 16 août 1948, conservant cette désignation jusqu'à la dissolution de l'escadron en 1995.

### Guerre de Corée
En octobre 1947, les Screaming Eagles sont devenus le premier escadron de l'US Navy à entrer dans l'ère des jets avec la livraison du North American FJ-1 Fury. L'escadron embarqua sur l'USS Boxer (CV-21) en 1948. Après la transition vers le Grumman F9F Panther, le VF-51 est devenu le premier escadron à utiliser des jets au combat et à marquer les premiers combats aériens de la guerre de Corée. Futur astronaute et premier homme à marcher sur la Lune, Neil Armstrong, était pilote dans le VF-51 pendant cette période.

### Guerre du Vietnam

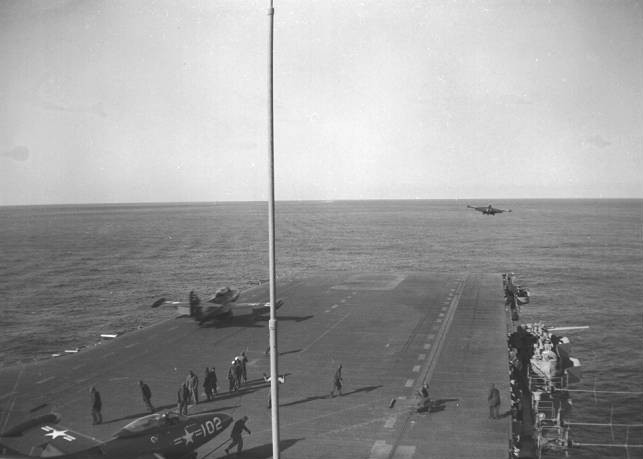
F9F-2s lancé de l'USS Essex en 1951

Pendant la guerre du Vietnam, le VF-51 est le premier escadron à évaluer la capacité air-sol du F-8 Crusader. C'est pour cela que le VF-51 a été choisi pour effectuer des missions d'interdiction secrètes au Laos en juin 1964. 
En 1971, le VF-51 passe au F-4 Phantom II. Pendant les phases finales de la guerre, le VF-51 est à bord de l'USS Coral Sea (CV-43).

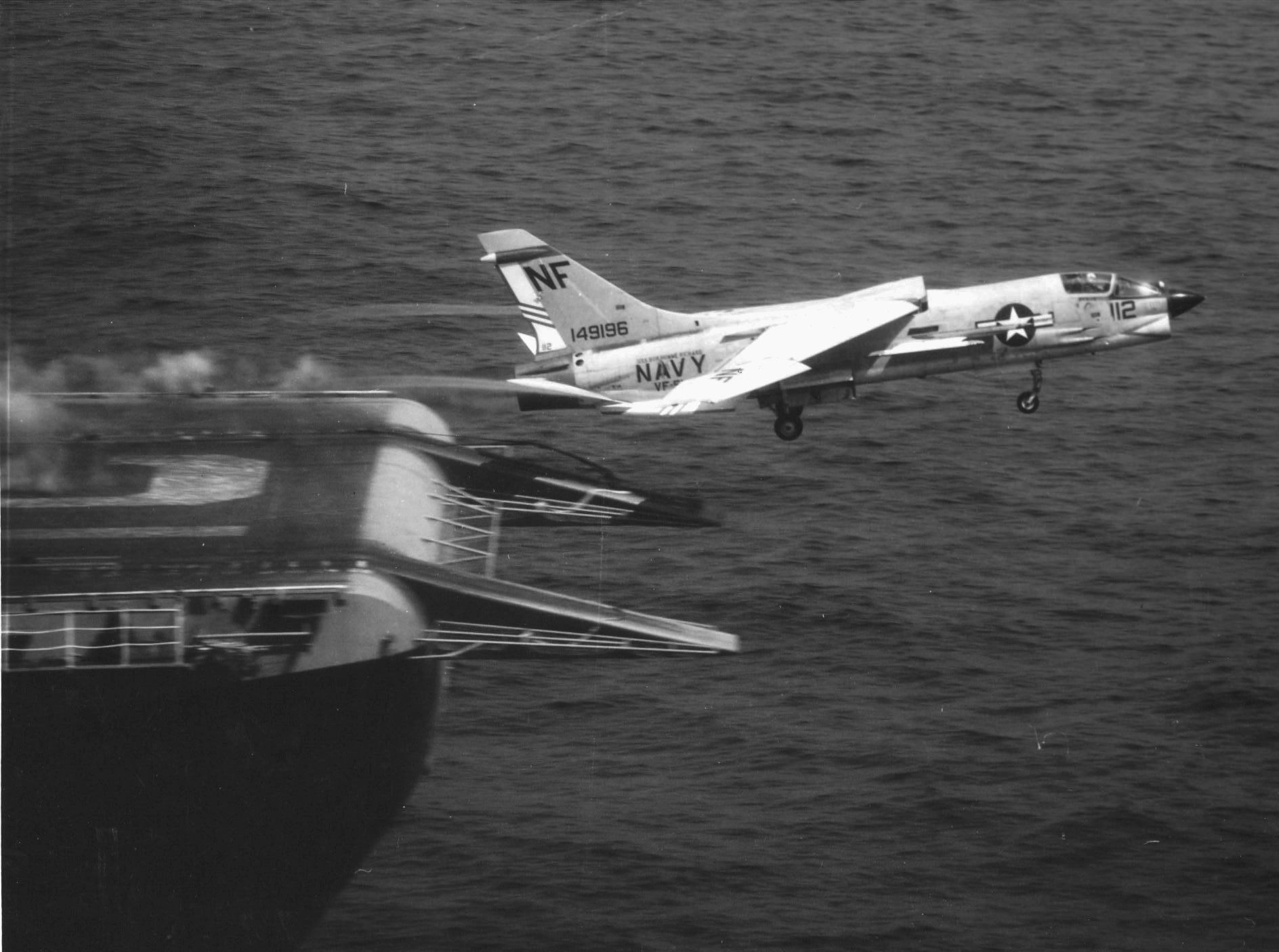
Lancement du VF-51 F-8E de l' USS Bon Homme Richard en 1970

En 1976, le VF-51 et le reste du Carrier Air Wing Nineteen (CVW-19) est déployés en Méditerranée sur l'USS Franklin D. Roosevelt. De retour au Marine Corps Air Station Miramar (NAS Miramar), le VF-51 a progressivement remplacé ses F-4 Phantom II par le F-14A Tomcat. Sa première croisière avec le F-14 a lieu en mai 1979 avec le Carrier Air Wing Fifteen (CVW-15) à bord de l'USS Kitty Hawk (CV-63). Dans le cadre du CVW-15, le VF-51 est resté en partenariat avec le VF-111 (en).... Il participe à la crise des otages américains en Iran, fin 1979. 
En février 1980, il est transféré sur l'USS Nimitz et à son Carrier Air Wing Eight (CVW-8) embarqué avec le VFA-41 (en) et le VF-84 (en) avant l'exécution de l'opération Eagle Claw. En 1983, il embarque sur l'USS Carl Vinson (CVN-70).
Le VF-51 est considéré comme le premier escadron de F-14 à intercepter des bombardiers soviétiques Tu-22M Backfire, des MiG-23 Flogger armés et des Su-15 Flagon à l'aide du TCS (Television Camera Sight) embarqué à bord du F-14 Tomcat. 

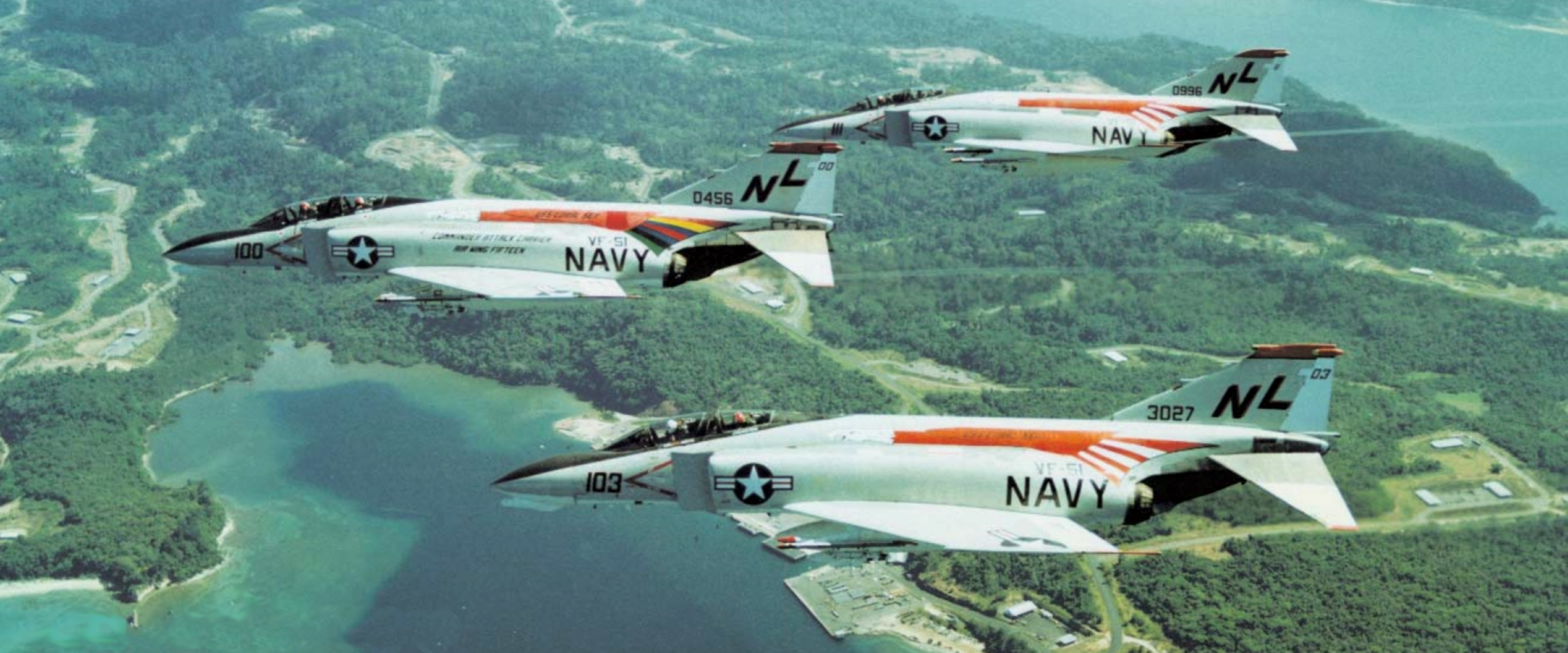
F-4Bs dans le schéma de peinture 1972 Screaming Eagle (également connu sous le nom Supersonic Can Opener)

Au cours de la croisière de 1986-1987 avec l'USS Carl Vinson, le VF-51 a mené des opérations dans la mer de Béring pendant l'hiver et en février 1990 dans l'océan Pacifique occidental et l'océan Indien. Les VF-51 et VF-111 ont participé à plusieurs exercices avec les forces aériennes régionales, dont Singapour, la Malaisie et la Thaïlande. 
Les plans originaux de la Marine prévoyaient que le VF-51 et le VF-111 seraient les premiers escadrons déployables à passer au F-14D Super Tomcat mais ces plans ont été annulés en décembre 1991. le VF-51 a été démantelé début 1995.